# Rathaus (Rüdenhausen)

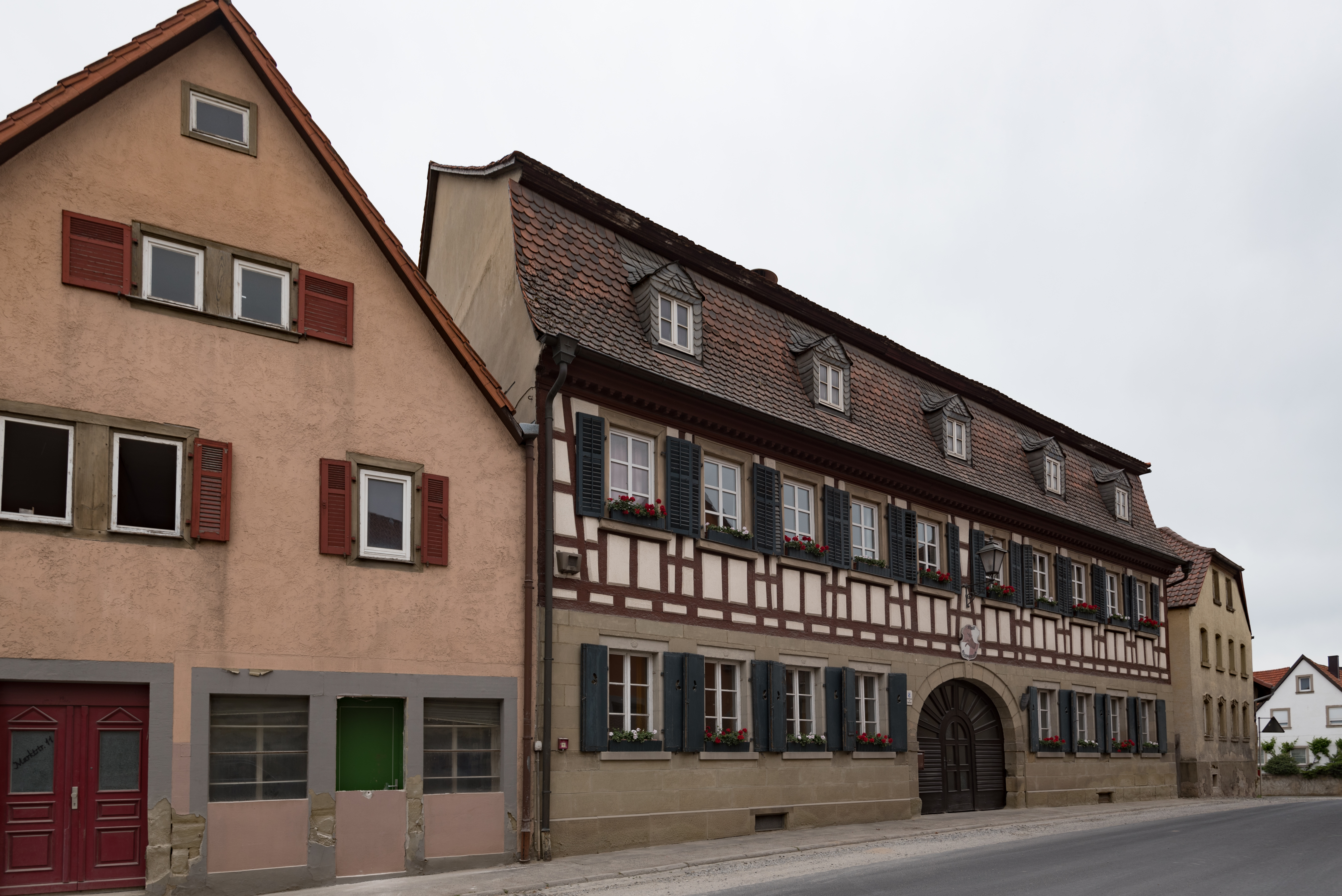
Rathaus in Rüdenhausen

Das Rathaus der unterfränkischen Marktgemeinde Rüdenhausen mit der Adresse Marktstraße 13, früher Hausnummer 42, ist ein repräsentativer Verwaltungssitz und ein Wahrzeichen der Gemeinde.

## Geschichte
Die Hausstelle in der heutigen Marktstraße wurde trotz ihrer Lage im historischen Ortskern recht spät im Jahr 1813 erstmals erwähnt. Damals lebte Georg Friedrich Lindner in dem Anwesen. Lindner verkaufte sein Haus im Jahr 1817 an den Handelsmann Carl Freytag (auch Freitag). Freytag ließ das Anwesen abreißen und errichtete das heute noch existierende Gebäude. In den repräsentativen Vorzeigebau zog das Handelshaus Freytag ein, das zu den bedeutendsten Geschäften Rüdenhausens gehörte. 
Einen tiefgreifenden Wandel erfuhr das Haus im Jahr 1874. Damals wurde es von der Standesherrschaft der Grafen zu Castell gekauft. Die Grafen richteten in den Räumlichkeiten das Domänenamt ein, das die gräflichen Liegenschaften verwaltete. Ab 1900 zogen außerdem mehrere Vermieter in das Obergeschoss des Hauses ein. Im Zweiten Weltkrieg wurden im Haus Ausgebombte beherbergt, die zumeist aus der bayerischen Pfalz oder dem Saarland stammten. Nach Kriegsende brachte man dort Flüchtlinge aus den deutschen Ostgebieten unter.
Vertraglich traten die Grafen das Haus im Jahr 1956 an die Gemeinde ab, um so die Verpflichtung abzulösen, dass das Adelsgeschlecht für die dörfliche Landwirtschaft mehrere Vatertiere zur Zucht zu halten hatte. Die Gemeinde richtete in den Räumlichkeiten das Rathaus ein. Zunächst wurden nur zwei Räume von der Verwaltung belegt, später das gesamte Gebäude. Das Rathaus wird vom Bayerischen Landesamt für Denkmalpflege als Baudenkmal eingeordnet.

## Beschreibung
Das Rathaus präsentiert sich als achsensymmetrischer, traufständiger, zweigeschossiger Mansarddachbau. Das Erdgeschoss besitzt mittig ein Rundbogenportal, dessen Gewände mit Postamenten als Prellsteinen ausgestattet wurden. Die Fensterrahmungen der Rechteckfenster sind an den Stürzen mit kleinen Blumenreliefs verziert. Während das Erdgeschoss in Massivbauweise entstand, wurde das Obergeschoss als Fachwerk ausgeführt. Ein hölzernes Gesims leitet darüber zum Dach mit seinen vier Fenstergauben über. 